# Предраг Поповић (свештеник)
Предраг Поповић (Славонски Брод, 23. децембар 1983) јесте свештеник Српске православне цркве,познат по својим обраћањима путем јутјуба и других друштвених група. Почетком 90-их сели се са породицом у Врњачку Бању где стиче основно образовање. У Краљеву завршава електротехничку школу, а након тога Богословски факултет у Београду. У чин ђакона епископ пожаревачко-браничевски Игнатије рукополаже га октобра 2011, а у чин јереја јула наредне године. Оставља дубок траг у додељеним парохијама, радећи на њиховом обнављању, као и путем говорничког дара који користи за проповедање Јеванђеља. У почетку беседи при својим парохијама, а након ходочашћа на Острог почетком 2020. године и у телевизијским емисијама, као и путем друштвених мрежа и Јутјуб канала.

## Детињство и школовање
Предраг Поповић (свештеник Српске православне цркве, ожењен Иваном, отац Теодоре, Петра и Павла), од оца Душка и мајке Смиљане, рођен је 23. децембра 1983. године у Славонском Броду, где је и започео основно школовање. Ратна дешавања почетком деведесетих година приморавају његову породицу на пресељење у Врњачку Бању, где похађа основну школу „Попински борци“. Средњошколско образовање стиче у краљевачкој електротехничкој школи „Никола Тесла“, а након тога уписује Богословски факултет у Београду, где дипломира на предмету Пастирска психологија, код владике Порфирија, на тему „Самољубље у духовном и душевном животу“.
Најпре је као вероучитељ службовао у школи „Попински борци“, потом у ОШ „Академик Радомир Лукић“ у Милошевцу, да би, пошто га је епископ пожаревачко-браничевски Игнатије 16. октобра 2011. рукоположио у чин ђакона – прешао у Свилајнац. Тамо је радио као катихета у средњој пољопривредно-ветеринарској школи са домом ученика (где је оформио кабинет за верску наставу и организовао такмичење за ученике који су у великом броју похађали овај предмет), а уједно био и координатор верске наставе.

## Прва парохија и музеја вожда Карађорђа
У чин јереја бива рукоположен 29. јула 2012. године, а три дана касније, по благослову владике Игнатија долази у своју прву парохију, Ракинац са Радовањем (општина Велика Плана).Током безмало шестогодишњег службовања, у овим насељима отац Предраг је оставио дубок траг. Захваљујући његовим великим личним напорима, уз помоћ житеља Радовања, фирми и приватних дародаваца, у обновљеном парохијском дому у спомен комплексу Радовањски луг заживео је Музеј вожда Карађорђа, вође Првог српског устанка и родоначелника династије Карађорђевића.
Свечаном отварању поставке многобројних експоната (12. августа 2014.) – докумената, војничких униформи и оружја (међу којим је и велики топ из 1808. године) из времена Првог српског устанка, репарираног Карађорђевог портрета у природној величини (рад Паје Јовановића), којом је обележена и стогодишњица од избијања Првог светског рата, присуствовале су бројне званице, међу којима и чланови Крунског савета, владика Игнатије, представници републичке и локалне власти, верни народ.
Том приликом, отац Предраг је уведен у Суверени Војни Витешки Ред Змаја , који је под покровитељством принца Владимира Карађорђевића.У поменутом комплексу, поводом 200 година од убиства Великог Вожда, 2017. године је на очеву иницијативу уз залагање локалне самоуправе асфалтиран прилазни пут, реконструисана расвета и направљени тоалети.
Опсежни радови изведени су и на парохији у Ракинцу: око цркве је урађен дренажни канал са стазом; постављене су бехатон плоче у целој порти и избетонирани и поплочани прилази; замењена столарија у црквеној сали и дому (који је прикључен на водоводну мрежу); комплетно реновиран свештенички стан и проширена, сређена и опремљена црквена сала и кухиња; срушен пољски клозет и направљен тоалет; уређено осветљење у, и ван објеката; средствима републичког буџета је обновљен споменик погинулим мештанима у Првом светском рату; у капели Васкрслог Лазара уведена вода и урађена чесма.

## Друга парохија
Првог маја 2018. отац Предраг долази у Велику Плану, где служи при цркви Светих апостола Вартоломеја и Варнаве, а бива постављен и за старешину цркве Васкрсења Светог Лазара Четвородневника, при капели на градском гробљу. Уз свакодневне обавезе у парохији и цркви, свештеник ради и на својој плантажи малина, а уз ангажовање целе породице, успева да за кратко време подигне и засад боровница, на површини од три и по хектара, уз све то посветивши се и пчелама, које гаји на Хомољу.

## Ходочашће до Острога
У фебруару 2020. године, на позив Светог Василија, а са благословом свога владике Игнатија, отац Предраг са двојицом парохијана креће на ходољубље пут Острога пешке од Пожаревца – како би дао подршку браћи и сестрама у Црној Гори у одбрани светиња, и како би измолио Острошког Чудотворца да васкрсне и српски народ у Србији. 
Двонедељни ход у молитви обележен је служењем Литургија у светињама, предвођењем литије од тридесет хиљада људи у Бијелом Пољу, говором испред Саборног храма Христовог васкрсења у Подгорици, сусретима са људима, и, пред кивотом Светога владике Василија изнетим за спас српскога рода.
У жељи да пробуђена вера у Србији уроди плодом, отац Предраг предводио је крсни ход од храма Светих апостола Вартоломеја и Варнаве у Великој Плани до манастира Копорин – из недеље у недељу- од празника силаска Светог Духа на апостоле, све до момента када је тадашњи режим у Црној Гори поклекнуо под вољом народа. 

## Мисионарење
Окренувши се вери и Богу још у детињству, већ као средњошколац, осујетио је планове секте која је у Врњачкој Бањи плела своју мрежу са тенденцијом ширења по целој Србији. Децу која су били следбеници ове верске секте превео је у Цркву, а неколицина од њих сад су на путу да буду свештеници, завршили су теолошки факултет и предају веронауку. Надахнут хришћанским вредностима и православним учењем, учио је из бројних искушења која му је живот доносио, а говорнички дар је користио за проповедање Јеванђеља, све са намером да пробуди и побуди у људима веру и љубав ка Господу. 
Из жеље да поделе са другима знање и мудрости које њима даје, на самом измаку 2019, са његовим благословом, његова духовна чеда започињу мисионарење путем интернета – објављујући изговорене беседе оца Предрага посредством Јутјуб канала „Отац Предраг Поповић".
Током 2020. године, отац Предраг почео је четвртком да прима народ на разговор и молитву у манастиру Копорин, у непосредној близини Велике Плане, настављајући и проширујући пут којим је кренуо – пут свештеноапостолства.

### Јутјуб канал и друштвене мреже
Након ходочашћа до Острога, које су испратили домаћи медији, углед оца Предрага међу верницима убрзано расте. Након тога и покренути Јутјуб канал бива све посећенији, а видео снимци постављени у оквиру канала постају вирални. Осећајући да је његова мисија да шири хришћанску веру и упозна што већи број људи са црквом, увиђа могућности дигиталних медија и улогу коју оне у савременом свету могу да одиграју у ширењу хришћанства. Сходно томе, одлучује да се и сам посвети Јутјуб каналу, као и друштвеним мрежама, конкретно Фејсбуку и Инстаграму, где веома брзо стиче велики број пратилаца.
Још једно дешавање је допринело окретањем оца Предрага дигиталним медијима - 2020. године, убрзо након ходочашћа на Острог, проглашена је и епидемија вируса Ковид 19 у Србији. То доводи до смањења броја људи у црквама, као и до генералне изолације и смањења међуљудских контаката, па је комуникација између људи већински пребачена на дигиталне платформе. У жељи да надомести јаз између верника и цркве у време епидемије, отац Предраг редовно, путем Јутјуб канала уживо чита молитве и разговара са народом. У току једног од обраћања уживо, 17. априла 2021. године Јутјуб канал отац Предраг Поповић достигао је 100 хиљада пратилаца.